# Flugplatz Bambari

i7
i11
i13
Der Flugplatz Bambari (französisch Aérodrome de Bambari, IATA-Code: BBY, ICAO-Code: FEFM) ist der Flugplatz von Bambari, der Hauptstadt der Präfektur Ouaka im östlichen Zentrum der Zentralafrikanischen Republik.
Der Flugplatz liegt etwa 9 Kilometer nördlich der Stadt auf einer Höhe von 472 m. Seine Start- und Landebahn ist unbefestigt und verfügt nicht über eine Befeuerung. Der Flugplatz kann nur tagsüber und nur nach Sichtflugregeln angeflogen werden. Nach starken Regenfällen ist die Start- und Landebahn rutschig.
Im Dezember 2017 wurde angekündigt, den Boardingraum wieder zu sanieren. Diese war im Laufe des Bürgerkrieges verfallen.

## Bedeutung
Obwohl der Flugplatz nicht über reguläre Passagierverbindungen verfügt und nur auf Anfrage benutzbar ist, spielt er eine große Rolle für die MINUSCA und für vor Ort arbeitende Nichtregierungsorganisationen. Ganz in der Nähe des Flugplatzes gibt es eine Kaserne, in der kongolesische MINUSCA-Soldaten stationiert sind.